# Одинадцяте липня
«Одинадцяте липня» — радянський художній фільм 1938 року, знятий режисером Юрієм Таричем на кіностудії «Радянська Білорусь».

## Сюжет
Роки громадянської війни. Польські інтервенти підходять до Березини. Червона Армія тимчасово залишає білоруські землі. Організовуються партизанські загони, на чолі одного з яких стає більшовик Степан. У цьому ж загоні і його брат, який перебуває в змові з польським шпигуном Капустою. За сприяння Капусти, польські улани, які з'явилися в селі, добираються до табору партизан і захоплюють штаб. Янко встигає попередити штаб про пересування білополяків, і партизани змушені відступати по непрохідному болоту. Їм вдається врятуватися і з'єднатися з Червоною Армією, яка одинадцятого липня займає Мінськ.

## У ролях
- Микола Анненков — Степан Павлюков, керівник партизанського загону
- Григорій Плужник — Янко, брат Степана
- Марія Домашова — тітка Павлючиха
- Володимир Шитенков — Алесь, молодший брат Степана
- Кузьма Кулаков — Давид
- Василь Софронов — дід Авлос
- Володимир Лебедєв — дядько Дрозд
- Галина Інютіна — Таня, дружина Степана
- Іван Клюквін — Кузьмич
- Сергій Комаров — Капуста
- Олександр Мельников — Боровик
- Анатолій Нелідов — генерал
- Костянтин Сорокін — партизан
- К. Відін — начальник штабу
- Борис Шліхтінг — ротмістр
- Якуба Чеховськой — жандарм
- Степан Каюков — дяк
- Марія Алексєєва — Мариля
- Степан Крилов — солдат
- Борис Феодос'єв — поручик
- Михайло Гродський — вахмістр
- Костянтин Назаренко — партизан
- Микола Кондратьєв — епізод
- Любов Мозалевська — молода селянка з коровою

## Знімальна група
- Режисер — Юрій Тарич
- Сценаристи — Юрій Тарич, Олексій Зінов'єв
- Оператор — Сергій Іванов
- Композитор — Василь Соловйов-Сєдой
- Художники — Микола Суворов, Михайло Семененко